# 런후이

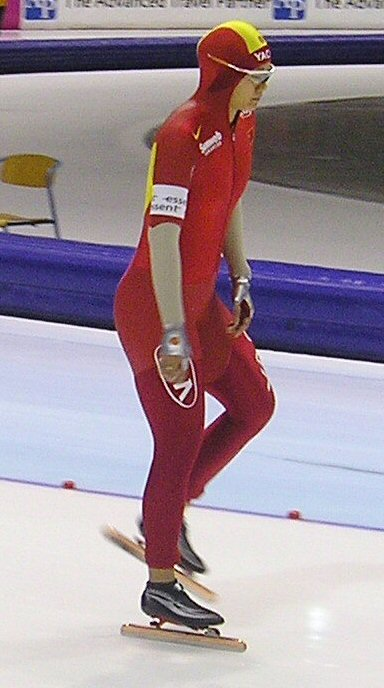
2006년의 런후이

런후이(중국어 간체자: 任慧, 1983년 8월 11일 ~ )는 중화인민공화국의 스피드스케이팅 선수이다.
2006년 토리노 동계올림픽 500m에서 동메달을 획득했다.

## 같이 보기
- 2010년 동계 올림픽 중국 선수단